# 1º giugno
Il 1º giugno o primo giugno è il 152º giorno del calendario gregoriano (il 153º negli anni bisestili). Mancano 213 giorni alla fine dell'anno.
In quanto primo del mese, a differenza degli altri giorni, è solitamente scritto con l'indicatore ordinale. Tuttavia, sebbene sconsigliabile, è in aumento l'uso della forma con il numerale cardinale (1 giugno).

## Eventi
- 193 – Il Senato romano condanna a morte l'imperatore Didio Giuliano, permettendo a Settimio Severo di conquistare il trono latino;
- 303 – Presunto martirio di Crescentino di Città di Castello;
- 987 – Ugo Capeto è eletto re di Francia;
- 1204 – Caduta della città di Rouen, che diventa possedimento del re di Francia, Filippo II;
- 1215 – Zhongdu (odierna Pechino), la capitale del Regno di Jīn, cade per mano dei mongoli di Gengis Khan;
- 1252 – Alfonso X di Castiglia, detto "il saggio", viene proclamato re di Castiglia e di León;
- 1307 – Fra Dolcino, dopo essere stato costretto ad assistere al supplizio dell'amata Margherita Boninsegna e a devastanti torture verso di lui, viene arso sul rogo a Vercelli;
- 1392 – A Palermo viene eseguita la condanna a morte di Andrea Chiaramonte, tra i capi della Fazione Latina della nobiltà siciliana;
- 1479 – Viene fondata l'Università di Copenaghen;
- 1485 – Mattia Corvino d'Ungheria ottiene Vienna da Federico III d'Asburgo;
- 1495 – Il frate John Cor registra il primo lotto conosciuto di Scotch whisky;
- 1533
  - Viene fondata la città di Cartagena de Indias;
  - Anna Bolena è incoronata regina, come consorte di Enrico VIII di Inghilterra, mentre Caterina d'Aragona è riconosciuta come principessa vedova (di Arturo di Galles);
- 1535 – L'esercito di Carlo V d'Asburgo, dopo aver battuto una flotta dell’impero Impero ottomano capeggiata da Khayr al-Dīn Barbarossa, conquista Tunisi;
- 1645 – Iniziano formalmente a Munster e Osnabrück in Vestfalia le trattative di pace per porre fine alla guerra dei trent'anni: vi partecipano i rappresentanti del Sacro Romano Impero di Ferdinando III d'Asburgo da una parte, e quelli di Francia di Luigi XIV sotto la reggenza della madre Anna d'Austria assieme e quelli svedesi della regina Cristina dall'altra; le trattative dureranno tre anni;
- 1657 – La Danimarca-Norvegia fa il suo ingresso nella seconda guerra del nord (1655-1660) dichiarando guerra all'Impero svedese di Carlo X;
- 1670 – Il Trattato segreto di Dover viene firmato tra Carlo II d'Inghilterra e Luigi XIV di Francia;
- 1764 – L'astronomo francese Charles Messier aggiunge l'Ammasso Globulare di Ercole o M13 al suo catalogo;
- 1774 – Rivoluzione americana: il governo della Gran Bretagna ordina la chiusura del porto di Boston, Massachusetts;
- 1779 – Rivoluzione americana: Benedict Arnold viene giudicato dalla corte marziale per condotta disonesta nella gestione della proprietà governativa;
- 1792 – Il Kentucky diventa il quindicesimo Stato degli USA;
- 1794 – Glorioso Primo di Giugno;
- 1796 – Il Tennessee diventa il sedicesimo Stato degli USA;
- 1812 – Guerra del 1812: il presidente degli Stati Uniti d'America James Madison chiede al Congresso di dichiarare guerra al Regno Unito;
- 1815 – Napoleone Bonaparte giura fedeltà alla Costituzione francese;
- 1829 – Il capitano James Stirling fonda la Swan River Colony nell'Australia Occidentale;
- 1831 – James Clark Ross identifica la posizione del Polo nord magnetico nella Boothia, Canada;
- 1840 – Samuel Cunard completa la traversata di un vaporetto a ruota da 700 tonnellate da Liverpool, Inghilterra, ad Halifax, in Nuova Scozia;
- 1855 – L'avventuriero statunitense William Walker conquista il Nicaragua e ripristina lo schiavismo;
- 1869 – Thomas Edison riceve il brevetto per la sua macchina elettiva elettrica;
- 1879 – Papa Leone XIII pubblica la lettera enciclica Ci siamo grandemente sull'indissolubilità del matrimonio;
- 1890 – L'Ufficio del Censo degli Stati Uniti d'America inizia l'utilizzo della macchina tabulatrice di Herman Hollerith per conteggiare i risultati del censimento;
- 1898 – L'esposizione mondiale Trans-Mississippi Exposition world's fair si inaugura a Omaha (Nebraska);
- 1909 – L'esposizione mondiale Alaska-Yukon-Pacific Exposition apre a Seattle (Washington);
- 1910 – La spedizione di Robert Falcon Scott verso il Polo sud lascia il Regno Unito;
- 1918 – Prima guerra mondiale: inizio della battaglia di Bosco Belleau;
- 1922 – Costituzione del Royal Ulster Constabulary;
- 1926 – Nasce Marilyn Monroe;
- 1933 – L'esposizione mondiale Secolo del progresso apre a Chicago (Illinois);
- 1938 – In Germania, Heinrich Himmler ordina la deportazione di asociali, Rom, vagabondi, lenoni e prostitute;
- 1941
  - Seconda guerra mondiale: fine della battaglia di Creta; l'isola viene conquistata dai tedeschi;
  - I britannici riprendono il controllo di Baghdad in Iraq dopo un colpo di Stato;
- 1942 – Seconda guerra mondiale: il giornale di Varsavia Liberty Brigade pubblica le prime notizie riguardo all'esistenza dei campi di concentramento;
- 1943 – Incursione aerea della RAF sugli stabilimenti Zeppelin a Friedrichshafen, in Germania, dove si producevano gli impianti radar tedeschi;
- 1955 – Inizio della Conferenza di Messina;
- 1958
  - Iniziano le trasmissioni televisive a livello nazionale in Canada;
  - Charles de Gaulle viene richiamato dalla pensione per guidare la Francia per decreto per un periodo di sei mesi;
- 1959
  - In Tunisia viene adottata la prima costituzione repubblicana;
  - Comincia in Nicaragua una rivoluzione contro il presidente Somoza;
- 1962
  - I curdi rivendicano presso l'ONU il loro diritto all'indipendenza;
  - Indipendenza delle Isole Samoa;
- 1965 – Un incidente dentro una miniera in Giappone causa 237 morti;
- 1967
  - Viene pubblicato nel Regno Unito l'album discografico Sgt. Pepper's Lonely Hearts Club Band dei Beatles;
  - Viene pubblicato nel Regno Unito l'eponimo album discografico di debutto di David Bowie;
- 1969 – A conclusione dei loro secondo bed-in iniziato il precedente 26 maggio, John Lennon e Yōko Ono registrano il brano Give Peace a Chance nella loro stanza del Fairmont La Reine Elizabeth Hotel a Montréal circondati da un coro di numerosi ospiti fra cui Petula Clark, Allen Ginsberg e Timothy Leary[3];
- 1970 – Muore a Milano Giuseppe Ungaretti;
- 1971 – Apre al pubblico come museo la casa natale di Elvis Presley a Tupelo (Mississippi);
- 1973
  - Telebiella chiude i battenti sotto il governo Andreotti II;
  - Viene proclamata la repubblica in Grecia;
- 1977 – L'Unione Sovietica accusa di tradimento il leader dei diritti civili Natan Sharansky;
- 1979 – In Rhodesia finisce il novantennale dominio della minoranza bianca; la nazione diventa Zimbabwe-Rhodesia;
- 1980 – La Cable News Network (CNN) inizia le sue trasmissioni;
- 1985 – Alan García viene proclamato presidente del Perù;
- 1988 – Il presidente statunitense Ronald Reagan e quello sovietico Michail Gorbačëv stipulano un accordo per l'eliminazione dei missili a media gittata;
- 1990 – George H. W. Bush e Michail Gorbačëv firmano un documento riguardo alla riduzione del 30% delle loro armate nucleari;
- 1994 – Armando Calderón diventa presidente di El Salvador;
- 1997 – Hugo Banzer vince le elezioni presidenziali boliviane;
- 1998 – A succedere l'Istituto monetario europeo, viene istituita la Banca centrale europea incaricata dell'attuazione della politica monetaria per i diciannove paesi dell'Unione europea che hanno aderito alla moneta unica e che formano la cosiddetta zona euro; l'olandese Wim Duisenberg si insedia come suo primo presidente;
- 2001:
  - In Sudafrica muore Nkosi Johnson, il ragazzo nero di 12 anni diventato simbolo della lotta all'AIDS;
  - A Tel Aviv, in Israele, un terrorista suicida delle Brigate al-Quds si fa esplodere davanti alla discoteca Dolphin-Disco: muoiono l'attentatore e 20 persone nel più grave attentato di questo tipo compiuto durante l'anno;
  - Nepal: il principe ereditario Dipendra, di 30 anni, spara contro i membri della famiglia reale, uccidendo il re Birendra, la regina Aishwarya, e altri sette membri della famiglia reale, per poi togliersi la vita; il successivo 4 giugno verrà nominato nuovo re Gyanendra, fratello di Birendra;
  - L'egiziano ʿAmr Mūsā diviene il 6° segretario generale della Lega araba;
  - Ad Arce viene ritrovato il corpo esanime di Serena Mollicone scomparsa il giorno precedente;
- 2003 – In Cina si inizia a riempire il bacino dietro la massiccia Diga delle Tre gole, innalzando il livello dell'acqua di oltre 100 metri;
- 2005 – Con un referendum, i Paesi Bassi rifiutano la creazione di una Costituzione europea;
- 2009
  - Il volo Air France 447, un Airbus A330-200, partito da Rio de Janeiro e diretto a Parigi con a bordo 228 persone (fra cui 10 italiani, tre dei quali di origine trentina), scompare dai radar brasiliani alle ore 8:00 circa; la settimana dopo verranno ritrovati i primi resti del velivolo, ma nessun superstite;
  - La General Motors avvia la procedura di bancarotta regolata dal Chapter 11: è il quarto maggior fallimento della storia statunitense.

## Nati
Ci sono circa 1 260 voci su persone nate il 1º giugno; vedi la pagina Nati il 1º giugno per un elenco descrittivo o la categoria Nati il 1º giugno per un indice alfabetico.

## Morti
Ci sono circa 460 voci su persone morte il 1º giugno; vedi la pagina Morti il 1º giugno per un elenco descrittivo o la categoria Morti il 1º giugno per un indice alfabetico.

## Feste e ricorrenze

### Civili
Internazionali:
- Festa internazionale dei bambini
- Giornata internazionale del latte
- Giornata mondiale dei genitori

### Religiose
Cristianesimo:
- San Giustino, martire
- Santi Ammone, Zenone, Tolomeo, Ingene e Teofilo, martiri
- Sant'Annibale Maria Di Francia, sacerdote, fondatore dei Rogazionisti del Cuore di Gesù e delle Figlie del Divino Zelo
- San Caprasio di Lérins, abate
- Santi Caritone e compagni, martiri assieme a San Giustino
- San Claudio di Vienne, vescovo
- San Domenico Ninh, martire
- Sant'Enecone, abate
- San Fermo, martire, venerato a Vienna
- San Floro di Lodève, vescovo
- San Fortunato di Spoleto, sacerdote
- San Giovanni Battista Scalabrini, vescovo e fondatore dei Missionari di San Carlo e delle Suore missionarie di San Carlo Borromeo
- San Giuseppe Tuc, martire
- Santi Ischirione e 5 soldati, martiri di Licopoli
- San Procolo di Bologna, martire
- San Ronano di Quimper, vescovo
- San Secondo di Amelia, martire
- San Simeone di Siracusa, eremita
- San Teobaldo Roggeri
- San Vistano, re di Mercia e martire
- Beato Alfonso Navarrete e compagni martiri
- Beato Arnaldo Arench, martire mercedario
- Beato Ferdinando di San Giuseppe, martire
- Beato Giovanni Battista Vernoy de Montjournal
- Beato Giovanni Pelingotto, terziario francescano
- Beata Hildegard Burjan, fondatrice delle Suore della carità sociale
- Beato Leone Tanaca, martire

Religione romana antica e moderna:
- Calende
- Carnaria o Fabaria
- Natale di Carna sul Celio
- Natale di Marte fuori della Porta Capena
- Natale di Giunone Moneta